# Mogwai-diszkográfia
A Mogwai skót posztrock együttesnek 8 stúdió-, 13 közép-, 13 kis- és 4 válogatáslemeze, valamint 2 élő- és 2 remixalbuma jelent meg, ezen kívül öt filmzenében működtek közre, és 11 alkalommal szerepeltek különböző alkotásokban.

## Diszkográfia

### Stúdióalbumok
| Cím                                   | Részletek                                            | Kiadók | Helyezések | Helyezések | Helyezések | Helyezések | Helyezések | Helyezések | Helyezések | Helyezések | Helyezések | Helyezések |
| Cím                                   | Részletek                                            | Kiadók | UK         | GER        | FRA        | NLD        | BEL        | BEL        | AUT        | ITA        | US         | SCO        |
| Cím                                   | Részletek                                            | Kiadók | UK         | GER        | FRA        | NLD        | FL         | WA         | AUT        | ITA        | US         | SCO        |
| ------------------------------------- | ---------------------------------------------------- | --- | ---------- | ---------- | ---------- | ---------- | ---------- | ---------- | ---------- | ---------- | ---------- | ---------- |
| Mogwai Young Team                     | - Megjelent: 1997. október 21. - Formátum: CD, LP    | - Chemikal Underground (Egyesült Királyság) - Jetset (Amerikai Egyesült Államok) - Spunk (Ausztrália, Új-Zéland) - Trama (Brazília)       | 75         | —          | —          | —          | —          | —          | —          | —          | —          | 69         |
| Come On Die Young                     | - Megjelent: 1999. március 29. - Formátum: CD, LP    | - Chemikal Underground (Egyesült Királyság) - Matador (Amerikai Egyesült Államok) - Spunk (Ausztrália, Új-Zéland) - Trama (Brazília)      | 29         | —          | —          | —          | —          | —          | —          | —          | —          | 24         |
| Rock Action                           | - Megjelent: 2001. április 30. - Formátum: CD, LP    | - Play It Again Sam (Európa) - Matador (USA) - Toy’s Factory (Japán) - Spunk (Ausztrália, Új-Zéland) - Trama (Brazília)                   | 23         | —          | 82         | —          | —          | —          | —          | —          | —          | 20         |
| Happy Songs for Happy People          | - Megjelent: 2003. május 21. - Formátum: CD, LP      | - Play It Again Sam (Európa) - Matador (USA) - Toy's Factory (Japán) - Spunk (Ausztrália, Új-Zéland)                                      | 47         | —          | 91         | —          | —          | —          | —          | —          | 182        | 22         |
| Mr Beast                              | - Megjelent: 2006. március 6. - Formátum: CD, LP     | - Play It Again Sam (Európa) - Matador (USA) - Spunk (Ausztrália, Új-Zéland)                                                              | 31         | 65         | 64         | 97         | 21         | 57         | —          | —          | 128        | 17         |
| The Hawk Is Howling                   | - Megjelent: 2008. szeptember 22. - Formátum: CD, LP | - Wall of Sound (Egyesült Királyság) - Play It Again Sam (Európa) - Matador (USA) - Spunk (Ausztrália, Új-Zéland)                         | 35         | 72         | 53         | 92         | 29         | 70         | —          | —          | 47         | 97         |
| Hardcore Will Never Die, But You Will | - Megjelent: 2011. február 14. - Formátum: CD, LP    | - Rock Action Records (Egyesült Királyság, Európa) - Sub Pop (USA) - Spunk (Ausztrália, Új-Zéland)                                        | 25         | 27         | 46         | 83         | 31         | 39         | 49         | —          | 97         | 12         |
| Rave Tapes                            | - Megjelent: 2014. január 20. - Formátum: CD, LP     | - Rock Action Records (Egyesült Királyság, Európa) - Sub Pop (USA)                                                                        | 10         | 26         | 37         | 78         | 12         | 30         | 56         | 50         | 55         | 2          |
| Every Country’s Sun                   | - Megjelent: 2017. szeptember 1. - Formátum: CD, 12˝ | - Rock Action Records (Egyesült Királyság, Európa) - Temporary Residence Limited (Amerikai Egyesült Államok) - Spunk Records (Ausztrália) | 6          | 29         | 50         | 85         | 21         | 19         | 52         | —          | —          | 2          |
| As the Love Continues                 | - Megjelent: 2021. február 19. - Formátum: CD, 12˝   | - Rock Action Records (Egyesült Királyság, Európa) - Temporary Residence Limited (Amerikai Egyesült Államok)                              | 1          | 3          | 59         | –          | 5          | 17         | 29         | 78         | –          | 1          |

### Középlemezek (EP-k)
| Cím                                        | Részletek                                                                                              | Kiadók | Megjegyzések                                                                                                   |
| ------------------------------------------ | --- | --- | --- |
| 4 Satin                                    | - Megjelent: 1997. május 26. - Formátum: CD, 12”                                                       | - Chemikal Underground (Egyesült Királyság) - Jet Set (Amerikai Egyesült Államok)                                 | A brit kislemezlista 110. helyét érte el.                                                                      |
| Mogwai Fear Satan Remixes                  | - Megjelent: 1998. március 30. - Formátum: CD, 12”                                                     | - Eye Q (Egyesült Királyság)                                                                                      | A Mogwai Fear Satan Mogwai-, µ-Ziq-, Surgeon- és My Bloody Valentine-féle remixei. Brit kislemezlista 57. hely |
| No Education = No Future (Fuck the Curfew) | - Megjelent: 1998. június 29. - Formátum: CD, 12”                                                      | - Chemikal Underground (Egyesült Királyság)                                                                       | Brit kislemezlista 68. hely                                                                                    |
| EP                                         | - Megjelent: 1999. október 18. - Formátum: CD, 12”                                                     | - Chemikal Underground (Egyesült Királyság) - Matador (Amerikai Egyesült Államok) - Spunk (Ausztrália, Új-Zéland) | |
| EP+6                                       | - Megjelent: 2000. augusztus 23. - Formátum: E-CD                                                      | - Chemikal Underground (Egyesült Királyság, 2001) - Toy's Factory (Japán)                                         | |
| Travels in Constants, Vol. 12              | - Megjelent: 2001. március 18. - Formátum: CD                                                          | - Temporary Residence Limited (Amerikai Egyesült Államok)                                                         | Egy 25 középlemezből álló projekt 12. darabja.                                                                 |
| US Tour                                    | - Megjelent: 2001. május 24. - Formátum: 10”                                                           | - Matador (Amerikai Egyesült Államok)                                                                             | A Bardo Ponddal közös lemez, a 2001. május–júniusi turnén árulták.                                             |
| UK/European Tour                           | - Megjelent: 2001. november 2. - Formátum: CD                                                          | | 2001-es kiadások bónusz számai.                                                                                |
| Travel Is Dangerous                        | - Megjelent: 2006. június 26. - Formátum: CD, 12”                                                      | - Play It Again Sam (Európa)                                                                                      | |
| Batcat                                     | - Megjelent: 2008. szeptember 8. - Formátum: CD, 12”, digitális                                        | - Wall of Sound (Európa) - Matador (Amerikai Egyesült Államok) - Spunk (Ausztrália, Új-Zéland)                    | Brit kislemezlista 164. hely                                                                                   |
| Earth Division                             | - Megjelent: 2011. szeptember 12. - Formátum: CD, 12”, digitális                                       | - Rock Action Records (Európa) - Sub Pop (Amerikai Egyesült Államok)                                              | Brit kislemezlista 178. hely                                                                                   |
| Les Revenants                              | - Megjelent: 2012. december 17. (digitális), 2013. január 28. (fizikai) - Formátum: CD, 10”, digitális | - Rock Action Records                                                                                             | |
| Music Industry 3. Fitness Industry 1.      | - Megjelent: 2014. december 1. - Formátum: CD, 12”, digitális                                          | - Rock Action Records                                                                                             | |

### Kislemezek
| Cím                                                             | Részletek | Album                            | Megjegyzések                                                                                       |
| --------------------------------------------------------------- | --- | -------------------------------- | -------------------------------------------------------------------------------------------------- |
| Tuner/Lower                                                     | - Megjelent: 1996. március 18. - Formátum: 7” - Kiadó: Rock Action Records (Egyesült Királyság)                                                                  | —                                | Dupla A-oldal Csak 500 példány A Ten Rapidhoz újravették                                           |
| Angels vs Aliens                                                | - Megjelent: 1996. július 1. - Formátum: 7” - Kiadó: Ché Trading (Egyesült Királyság)                                                                            | —                                | Megosztva a Dweebbel A Ten Rapidhoz újravették                                                     |
| Summer/Ithica 27ϕ9                                              | - Megjelent: 1996. november 4. - Formátum: 7” - Kiadó: Love Train (Egyesült Királyság)                                                                           | —                                | Dupla A-oldal Csak 1500 példány A Ten Rapidhoz újravették                                          |
| New Paths to Helicon, Pt. 1/ New Paths to Helicon, Pt. 2        | - Megjelent: 1997 február - Formátum: 7” - Kiadó: Wurlitzer Jukebox (Egyesült Királyság)                                                                         | —                                | Dupla A-oldal Csak 3000 példány A Ten Rapidhoz újravették                                          |
| Club Beatroot - Part Four                                       | - Megjelent: 1997 május - Formátum: 7” - Kiadó: Flotsam & Jetsam (Egyesült Királyság)                                                                            | —                                | Megosztva a pH Familyvel Csak 500 példány Tartalmazza a The 13th Note Caféban felvett Stereo Dee-t |
| Kicking a Dead Pig                                              | - Megjelent: 1998 - Formátum: 12” - Kiadó: Eye-Q (Egyesült Királyság)                                                                                            | —                                | Promóciós kiadás DJ Q és Alec Empire-féle feldolgozások                                            |
| Do the Rock Boogaloo                                            | - Megjelent: 1998. március 23. - Formátum: CD, 7” - Kiadó: Fierce Panda Records (Egyesült Királyság)                                                             | —                                | Megosztva a Magoo-val Tartalmazza a Sweet Leaf Black Sabbath-féle feldolgozását                    |
| My Father My King                                               | - Megjelent: 2001. október 22. - Formátum: CD, 12” - Kiadó: Rock Action (Egyesült Királyság), Matador (Amerikai Egyesült Államok), Spunk (Ausztrália, Új-Zéland) | —                                | |
| Frend of the Night                                              | - Megjelent: 2006. január 30. - Formátum: CD, 12” - Kiadó: Play It Again Sam (Európa)                                                                            | Mr Beast                         | Első, stúdióalbumról megjelent kislemez                                                            |
| Zidane: A 21st Century Portrait                                 | - Megjelent: 2006. október 23. - Formátum: 10” - Kiadó: Play It Again Sam (Európa)                                                                               | Zidane: A 21st Century Portrait  | Promóciós kiadás                                                                                   |
| Rano Pano/Hasenheide                                            | - Megjelent: 2011. január 18. - Formátum: 7” - Kiadó: Sub Pop | Hardcore Never Die, But You Will | |
| Mexican Grand Prix/Slight Domestic                              | - Megjelent: 2011. február 7. - Formátum: 7” - Kiadó: Rock Action Records                                                                                        | Hardcore Never Die, But You Will | |
| San Pedro/ George Square Thatcher Death Party (Session Version) | - Megjelent: 2011. május 23. - Formátum: 7” - Kiadó: Rock Action Records                                                                                         | Hardcore Never Die, But You Will | |

### Összeállítások
| Cím                                            | Részletek                                           | Kiadók | Megjegyzések |
| ---------------------------------------------- | --------------------------------------------------- | --- | --- |
| Ten Rapid (Collected Recordings 1996–1997)     | - Megjelent: 1997. április 17. - Formátum: CD       | - Rock Action Records (Egyesült Királyság) - Jetset (Amerikai Egyesült Államok) - Voices of Wonder (Skandinávia) - Spunk (Ausztrália, Új-Zéland) - Trama (Brazília) | Válogatás az 1996–1997 közötti időszakban kiadott dalokból.                                                                                                 |
| EP+6                                           | - Megjelent: 2000. augusztus 23. - Formátum: CD     | - Chemikal Underground (Egyesült Királyság) - Toy's Factory (Japán)                                                                                                 | Japánba szánt album a 4 Satin, No Education = No Future (Fuck the Curfew) és EP középlemezek egy albumon történő kiadásával; a briteknél később jelent meg. |
| Government Commissions: BBC Sessions 1996–2003 | - Megjelent: 2005. február 21. - Formátum: CD, LP   | - Play It Again Sam (Európa) - Matador (Amerikai Egyesült Államok) - Toy's Factory (Japán) - Soyuz (Oroszország)                                                    | A John Peel és Steve Lamacq részvételével zajló BBC-s rádiómegjelenések összegyűjtve.                                                                       |
| Central Belters                                | - Megjelent: 2015. október 9. - Formátum 3×CD, 6×LP | - Rock Action Records | A 20. évfordulóra készült, visszatekintés és ritka dalok összegyűjtve.                                                                                      |

### Koncertalbumok
| Cím                                  | Részletek |
| ------------------------------------ | --- |
| Special Moves                        | - Megjelent: 2010. augusztus 23. - Formátum: CD, LP - Kiadó: Rock Action Records (Egyesült Királyság, Amerikai Egyesült Államok) |
| Mogwai – iTunes Festival London 2011 | - Megjelent: 2011. augusztus 26. - Formátum: digitális - Kiadó: Rock Action Records                                              |
| 2018                                 | - Megjelent: 2020. szeptember 4. - Formátum: digitális - Kiadó: Rock Action Records                                              |

### Remixalbumok
| Cím                                      | Részletek                                                                                       | Kiadók                                                                                  |
| ---------------------------------------- | ----------------------------------------------------------------------------------------------- | --------------------------------------------------------------------------------------- |
| Kicking a Dead Pig: Mogwai Songs Remixed | - Megjelent: 1998. május 18. - Formátum: CD, LP                                                 | - Eye Q, Chemikal Underground (Egyesült Királyság) - Jetset (Amerikai Egyesült Államok) |
| A Wrenched Virile Lore                   | - Megjelent: - Világ: 2012. november 19. - USA: 2012. december 4. - Formátum: CD, LP, digitális | - Rock Action Records (Világ) - Sub Pop (Amerikai Egyesült Államok)                     |

### Filmzenék
| Alkotás                             | Részletek |
| ----------------------------------- | --- |
| Zidane: A 21st Century Portrait     | - Megjelent: 2006. október 30. - Formátum: CD, LP - Kiadó: Play It Again Sam (Európa)                                                                                   |
| The Fountain (A forrás)             | - Megjelent: 2006. november 21. - Formátum: CD - Kiadó: Nonesuch Records                                                                                                |
| Les Revenants (Visszajárók)         | - Megjelent: 2013. február 25. - Formátum: CD, digitális - Kiadó: Rock Action Records                                                                                   |
| Atomic, Living in Dread and Promise | - Megjelent: 2016. április 1. - Formátum: CD, LP, digitális - Kiadó: Rock Action Records                                                                                |
| Before the Flood (Özönvíz előtt)    | - Megjelent: 2016. október 26. - Formátum: CD, LP, digitális - Kiadó: Lakeshore Records - Közös projekt Trent Reznor, Atticus Ross és Gustavo Santaolalla részvételével |

### Vendégszereplések
| Alkotás                           | Részletek                                                                                      | Dal                                                    |
| --------------------------------- | ---------------------------------------------------------------------------------------------- | ------------------------------------------------------ |
| A Tribute To Spacemen 3           | - Megjelent: 1998. május 4. - Formátum: CD - Kiadó: Rocket Girl                                | Honey (feldolgozás)                                    |
| NME Presents: Radio 1 Sound City  | - Megjelent: 1998. október 25. - Formátum: CD - Kiadó: NME                                     | I Don't Know What To Say                               |
| Glasgow                           | - Megjelent: 1998 november - Formátum: 7” - Kiadó: Plastic Cowboy Recordings                   | I Can't Remember                                       |
| Fabulous Shit                     | - Megjelent: 1999. november 2. - Formátum: CD - Kiadó: Rock Action Records                     | 003                                                    |
| Rock Action Presents Vol 1        | - Megjelent: 2003. szeptember 6. - Formátum: CD - Kiadó: Rock Action Records                   | Tuner (eredeti) Star Wars                              |
| The 11th Hour (Az utolsó óra)     | - Megjelent: 2007. november 13. - Formátum: CD - Kiadó: Lakeshore Records                      | Earth Division                                         |
| Matador at 21                     | - Megjelent: 2010. szeptember 28. - Formátum: CD - Kiadó: Matador                              | Helps Both Ways Kids Will Be Skeletons Ex Cowboy (élő) |
| Dig for Fire: a Tribute to Pixies | - Megjelent: 2013. november 14. - Formátum: CD, digitális - Kiadó: American Laundromat Records | Gouge Away (feldolgozás)                               |
| Other Voices: Series 12           | - Megjelent: 2014. május 30. - Formátum: digitális - Kiadó: Other Voices                       | MasterCard (élő) Remurdered (élő)                      |
| Life Is Strange                   | - Megjelent: 2016. január 19. - Formátum: CD, digitális - Kiadó: DONTNOD Entertainment         | Kids Will Be Skeletons                                 |

## Fordítás
Ez a szócikk részben vagy egészben  a   Mogwai discography című angol Wikipédia-szócikk ezen változatának fordításán alapul.  Az eredeti cikk szerkesztőit annak laptörténete sorolja fel. Ez a jelzés csupán a megfogalmazás eredetét és a szerzői jogokat jelzi, nem szolgál a cikkben szereplő információk forrásmegjelöléseként.